# Lista de finais femininas em duplas do US Open

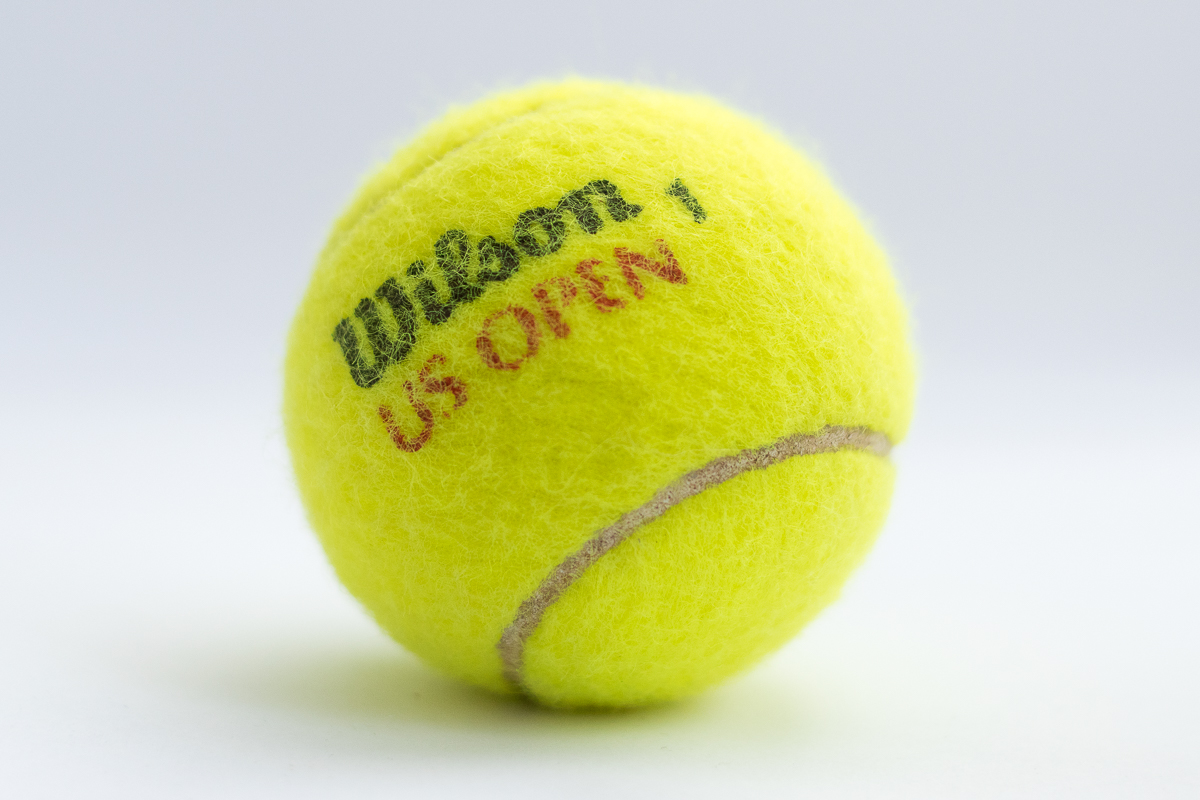
Bola Wilson do campeonato.

Esta é a lista de finais femininas em duplas do US Open.
O período de 1889–1967 refere-se à era amadora, sob o nome de U.S. National Championships. O US Open, a partir de 1968, refere-se à era profissional ou aberta.

## Por ano

### Era aberta
| Ano  | Campeãs                               | Vice-campeãs                            | Resultado       | Piso |
| ---- | ------------------------------------- | --------------------------------------- | --------------- | ---- |
| 2024 | Lyudmyla Kichenok Jeļena Ostapenko    | Kristina Mladenovic Zhang Shuai         | 6–4, 6–3        |      |
| 2023 | Gabriela Dabrowski Erin Routliffe     | Laura Siegemund Vera Zvonareva          | 7–69, 6–3       |      |
| 2022 | Barbora Krejčíková Kateřina Siniaková | Catherine McNally Taylor Townsend       | 3–6, 7–5, 6–1   |      |
| 2021 | Samantha Stosur Zhang Shuai           | Cori Gauff Catherine McNally            | 6–3, 3–6, 6–3   |      |
| 2020 | Laura Siegemund Vera Zvonareva        | Nicole Melichar Xu Yifan                | 6–4, 6–4        |      |
| 2019 | Elise Mertens Aryna Sabalenka         | Victoria Azarenka Ashleigh Barty        | 7–5, 7–5        |      |
| 2018 | Ashleigh Barty Coco Vandeweghe        | Tímea Babos Kristina Mladenovic         | 3–6, 7–62, 7–66 |      |
| 2017 | Chan Yung-jan Martina Hingis          | Lucie Hradecká Kateřina Siniaková       | 6–3, 6–2        |      |
| 2016 | Bethanie Mattek-Sands Lucie Šafářová  | Caroline Garcia Kristina Mladenovic     | 2–6, 7–65, 6–4  |      |
| 2015 | Martina Hingis Sania Mirza            | Casey Dellacqua Yaroslava Shvedova      | 6–3, 6–3        |      |
| 2014 | Ekaterina Makarova Elena Vesnina      | Martina Hingis Flavia Pennetta          | 2–6, 6–3, 6–2   |      |
| 2013 | Andrea Hlaváčková Lucie Hradecká      | Ashleigh Barty Casey Dellacqua          | 46–7, 6–1, 6–4  |      |
| 2012 | Sara Errani Roberta Vinci             | Andrea Hlaváčková Lucie Hradecká        | 6–4, 6–2        |      |
| 2011 | Liezel Huber Lisa Raymond             | Vania King Yaroslava Shvedova           | 4–6, 7–65, 7–63 |      |
| 2010 | Vania King Yaroslava Shvedova         | Liezel Huber Nadia Petrova              | 2–6, 6–4, 7–64  |      |
| 2009 | Serena Williams Venus Williams        | Cara Black Liezel Huber                 | 6–2, 6–2        |      |
| 2008 | Cara Black Liezel Huber               | Lisa Raymond Samantha Stosur            | 6–3, 7–66       |      |
| 2007 | Nathalie Dechy Dinara Safina          | Chan Yung-jan Chuang Chia-jung          | 6–4, 6–2        |      |
| 2006 | Nathalie Dechy Vera Zvonareva         | Dinara Safina Katarina Srebotnik        | 7–6, 7–5        |      |
| 2005 | Lisa Raymond Samantha Stosur          | Elena Dementieva Flavia Pennetta        | 6–2, 5–7, 6–3   |      |
| 2004 | Virginia Ruano Pascual Paola Suárez   | Svetlana Kuznetsova Elena Likhovtseva   | 6–4, 7–5        |      |
| 2003 | Virginia Ruano Pascual Paola Suárez   | Svetlana Kuznetsova Martina Navrátilová | 6–2, 6–2        |      |
| 2002 | Virginia Ruano Pascual Paola Suárez   | Elena Dementieva Janette Husárová       | 6–2, 6–1        |      |
| 2001 | Lisa Raymond Rennae Stubbs            | Kimberly Po-Messerli Nathalie Tauziat   | 6–2, 5–7, 7–5   |      |
| 2000 | Julie Halard-Decugis Ai Sugiyama      | Cara Black Elena Likhovtseva            | 6–0, 1–6, 6–1   |      |
| 1999 | Serena Williams Venus Williams        | Chanda Rubin Sandrine Testud            | 4–6, 6–1, 6–4   |      |
| 1998 | Martina Hingis Jana Novotná           | Lindsay Davenport Natalia Zvereva       | 6–3, 6–3        |      |
| 1997 | Lindsay Davenport Jana Novotná        | Gigi Fernández Natalia Zvereva          | 6–3, 6–4        |      |
| 1996 | Gigi Fernández Natasha Zvereva        | Jana Novotná Arantxa Sánchez Vicario    | 1–6, 6–1, 6–4   |      |
| 1995 | Gigi Fernández Natasha Zvereva        | Brenda Schultz-McCarthy Rennae Stubbs   | 7–5, 6–3        |      |
| 1994 | Jana Novotná Arantxa Sánchez Vicario  | Katerina Maleeva Robin White            | 6–3, 6–3        |      |
| 1993 | Arantxa Sánchez Vicario Helena Suková | Amanda Coetzer Inés Gorrochategui       | 6–4, 6–2        |      |
| 1992 | Gigi Fernández Natasha Zvereva        | Jana Novotná Larisa Savchenko Neiland   | 7–6, 6–1        |      |
| 1991 | Pam Shriver Natasha Zvereva           | Jana Novotná Larisa Savchenko           | 6–4, 4–6, 7–6   |      |
| 1990 | Gigi Fernández Martina Navrátilová    | Jana Novotná Helena Suková              | 6–2, 6–4        |      |
| 1989 | Hana Mandlíková Martina Navrátilová   | Mary Joe Fernandez Pam Shriver          | 5–7, 6–4, 6–4   |      |
| 1988 | Gigi Fernández Robin White            | Patty Fendick Jill Hetherington         | 6–4, 6–1        |      |
| 1987 | Martina Navrátilová Pam Shriver       | Kathy Jordan Elizabeth Sayers Smylie    | 5–7, 6–4, 6–2   |      |
| 1986 | Martina Navrátilová Pam Shriver       | Hana Mandlíková Wendy Turnbull          | 6–4, 3–6, 6–3   |      |
| 1985 | Claudia Kohde-Kilsch Helena Suková    | Martina Navrátilová Pam Shriver         | 6–7, 6–2, 6–3   |      |
| 1984 | Martina Navrátilová Pam Shriver       | Anne Hobbs Wendy Turnbull               | 6–2, 6–4        |      |
| 1983 | Martina Navrátilová Pam Shriver       | Rosalyn Fairbank Candy Reynolds         | 6–7, 6–1, 6–3   |      |
| 1982 | Rosie Casals Wendy Turnbull           | Barbara Potter Sharon Walsh             | 6–4, 6–4        |      |
| 1981 | Kathy Jordan Anne Smith               | Rosie Casals Wendy Turnbull             | 6–3, 6–3        |      |
| 1980 | Billie Jean King Martina Navrátilová  | Pam Shriver Betty Stöve                 | 7–6, 7–5        |      |
| 1979 | Betty Stöve Wendy Turnbull            | Billie Jean King Martina Navrátilová    | 6–4, 6–3        |      |
| 1978 | Billie Jean King Martina Navrátilová  | Kerry Melville Reid Wendy Turnbull      | 7–6, 6–4        |      |
| 1977 | Martina Navrátilová Betty Stöve       | Betty Ann Grubb Stuart Renée Richards   | 6–1, 7–6        |      |
| 1976 | Delina Boshoff Ilana Kloss            | Olga Morozova Virginia Wade             | 6–1, 6–4        |      |
| 1975 | Margaret Court Virginia Wade          | Rosie Casals Billie Jean King           | 7–5, 2–6, 7–6   |      |
| 1974 | Rosie Casals Billie Jean King         | Françoise Dürr Betty Stöve              | 7–6, 6–7, 6–4   |      |
| 1973 | Margaret Court Virginia Wade          | Rosie Casals Billie Jean King           | 3–6, 6–3, 7–5   |      |
| 1972 | Françoise Dürr Betty Stöve            | Margaret Court Virginia Wade            | 6–3, 1–6, 6–3   |      |
| 1971 | Rosie Casals Judy Tegart Dalton       | Françoise Dürr Gail Sherriff Chanfreau  | 6–3, 6–3        |      |
| 1970 | Margaret Court Judy Tegart Dalton     | Rosie Casals Virginia Wade              | 6–3, 6–4        |      |
| 1969 | Françoise Dürr Darlene Hard           | Margaret Court Virginia Wade            | 0–6, 6–3, 6–4   |      |
| 1968 | Maria Esther Bueno Margaret Court     | Rosie Casals Billie Jean King           | 4–6, 9–7, 8–6   |      |

### Era amadora
| Ano  | Campeãs                                              | Vice-campeãs                                | Resultado          | Piso |
| ---- | ---------------------------------------------------- | ------------------------------------------- | ------------------ | ---- |
| 1967 | Rosie Casals Billie Jean King                        | Mary-Ann Eisel Donna Floyd Fales            | 4–6, 6–3, 6–4      |      |
| 1966 | Maria Esther Bueno Nancy Richey Gunter               | Rosie Casals Billie Jean Moffitt            | 6–3, 6–4           |      |
| 1965 | Carole Caldwell Graebner Nancy Richey Gunter         | Billie Jean Moffitt Karen Susman            | 6–4, 6–4           |      |
| 1964 | Karen Hantze Susman Billie Jean King                 | Margaret Smith Lesley Turner                | 3–6, 6–2, 6–4      |      |
| 1963 | Margaret Court Robyn Ebbern                          | Maria Esther Bueno Darlene Hard             | 4–6, 10–8, 6–3     |      |
| 1962 | Maria Esther Bueno Darlene Hard                      | Billie Jean Moffitt Karen Susman            | 4–6, 6–3, 6–2      |      |
| 1961 | Darlene Hard Lesley Turner Bowrey                    | Edda Buding Yola Ramirez                    | 6–4, 5–7, 6–0      |      |
| 1960 | Maria Esther Bueno Darlene Hard                      | Deidre Catt Ann Haydon                      | 6–1, 6–1           |      |
| 1959 | Jeanne Arth Darlene Hard                             | Maria Esther Bueno Sally Moore              | 6–2, 6–3           |      |
| 1958 | Jeanne Arth Darlene Hard                             | Maria Esther Bueno Althea Gibson            | 2–6, 6–3, 6–4      |      |
| 1957 | Louise Brough Clapp Margaret Osborne duPont          | Althea Gibson Darlene Hard                  | 6–2, 7–5           |      |
| 1956 | Louise Brough Clapp Margaret Osborne duPont          | Shirley Fry Betty Pratt                     | 6–3, 6–0           |      |
| 1955 | Louise Brough Clapp Margaret Osborne duPont          | Shirley Fry Doris Hart                      | 6–3, 1–6, 6–3      |      |
| 1954 | Shirley Fry Irvin Doris Hart                         | Louise Brough Clapp Margaret Osborne duPont | 6–4, 6–4           |      |
| 1953 | Shirley Fry Irvin Doris Hart                         | Louise Brough Clapp Margaret Osborne duPont | 6–2, 7–9, 9–7      |      |
| 1952 | Shirley Fry Irvin Doris Hart                         | Louise Brough Clapp Maureen Connolly        | 10–8, 6–4          |      |
| 1951 | Shirley Fry Irvin Doris Hart                         | Nancy Chaffee Patricia Todd                 | 6–4, 6–2           |      |
| 1950 | Louise Brough Clapp Margaret Osborne duPont          | Shirley Fry Doris Hart                      | 6–2, 6–3           |      |
| 1949 | Louise Brough Clapp Margaret Osborne duPont          | Shirley Fry Doris Hart                      | 6–4, 10–8          |      |
| 1948 | Louise Brough Clapp Margaret Osborne duPont          | Doris Hart Patricia Todd                    | 6–4, 8–10, 6–1     |      |
| 1947 | Louise Brough Clapp Margaret Osborne duPont          | Doris Hart Patricia Todd                    | 5–7, 6–3, 7–5      |      |
| 1946 | Louise Brough Clapp Margaret Osborne duPont          | Mary Prentiss Patricia Todd                 | 6–1, 6–3           |      |
| 1945 | Louise Brough Clapp Margaret Osborne duPont          | Pauline Betz Doris Hart                     | 6–3, 6–3           |      |
| 1944 | Louise Brough Clapp Margaret Osborne duPont          | Pauline Betz Doris Hart                     | 4–6, 6–4, 6–3      |      |
| 1943 | Louise Brough Clapp Margaret Osborne duPont          | Mary Prentiss Patricia Todd                 | 6–1, 6–3           |      |
| 1942 | Louise Brough Clapp Margaret Osborne duPont          | Pauline Betz Doris Hart                     | 2–6, 7–5, 6–0      |      |
| 1941 | Margaret Osborne duPont Sarah Palfrey Cooke          | Pauline Betz Dorothy Bundy                  | 3–6, 6–1, 6–4      |      |
| 1940 | Alice Marble Sarah Palfrey Cooke                     | Dorothy Bundy Marjorie Gladman Van Ryn      | 6–4, 6–3           |      |
| 1939 | Alice Marble Sarah Palfrey Cooke                     | Freda Hammersley Kay Stammers               | 7–5, 8–6           |      |
| 1938 | Alice Marble Sarah Palfrey Cooke                     | Jadwiga Jedrzejowska Rene Mathieu           | 6–8, 6–4, 6–3      |      |
| 1937 | Alice Marble Sarah Palfrey Cooke                     | Carolin Babcock Marjorie Gladman Van Ryn    | 7–5, 6–4           |      |
| 1936 | Carolin Babcock Marjorie Gladman Van Ryn             | Helen Jacobs Sarah Palfrey Cooke            | 9–7, 2–6, 6–4      |      |
| 1935 | Helen Jacobs Sarah Palfrey Cooke                     | Dorothy Andrus Carolin Babcock              | 6–4, 6–2           |      |
| 1934 | Helen Jacobs Sarah Palfrey Cooke                     | Dorothy Andrus Carolin Babcock              | 4–6, 6–3, 6–4      |      |
| 1933 | Freda James Betty Nuthall Shoemaker                  | Elizabeth Ryan Helen Wills Moody            | default            |      |
| 1932 | Helen Jacobs Sarah Palfrey Cooke                     | Edith Cross Anna McCune Harper              | 3–6, 6–3, 7–5      |      |
| 1931 | Eileen Bennett Whittingstall Betty Nuthall Shoemaker | Helen Jacobs Dorothy Round                  | 6–2, 6–4           |      |
| 1930 | Betty Nuthall Shoemaker Sarah Palfrey Cooke          | Edith Cross Anna McCune Harper              | 3–6, 6–3, 7–5      |      |
| 1929 | Phoebe Holcroft Watson Peggy Mitchell                | Phyllis Covell D.C. Shepherd Barron         | 2–6, 6–3, 6–4      |      |
| 1928 | Hazel Hotchkiss Wightman Helen Wills Moody           | Edith Cross Anna McCune Harper              | 6–2, 6–2           |      |
| 1927 | Ermyntrude Harvey Kathleen McKane Godfree            | Joan Fry Betty Nuthall                      | 6–1, 4–6, 6–4      |      |
| 1926 | Eleanor Goss Elizabeth Ryan                          | Charlotte Chapin Mary K. Browne             | 3–6, 6–4, 12–10    |      |
| 1925 | Mary Browne Helen Wills Moody                        | May Bundy Elizabeth Ryan                    | 6–4, 6–3           |      |
| 1924 | Hazel Hotchkiss Wightman Helen Wills Moody           | Eleanor Goss Marion Jessup                  | 6–4, 6–3           |      |
| 1923 | Phyllis Covell Kathleen McKane Godfree               | Eleanor Goss Hazel Hotchkiss Wightman       | 2–6, 6–2, 6–1      |      |
| 1922 | Helen Wills Moody Marion Zinderstein Jessup          | Molla Bjurstedt Mallory Edith Sigourney     | 6–4, 7–9, 6–3      |      |
| 1921 | Mary Browne Louise Riddell Williams                  | Aletta Bailey Morris Helen Gilleaudeau      | 6–3, 6–2           |      |
| 1920 | Eleanor Goss Marion Zinderstein Jessup               | Helen Baker Eleanor Tennant                 | 6–3, 6–1           |      |
| 1919 | Eleanor Goss Marion Zinderstein Jessup               | Hazel Hotchkiss Wightman Eleonora Sears     | 10–8, 9–7          |      |
| 1918 | Eleanor Goss Marion Zinderstein Jessup               | Molla Bjurstedt Anna Rogge                  | 7–5, 8–6           |      |
| 1917 | Molla Bjurstedt Eleonora Sears                       | Grace Moore LeRoy Phyllis Walsh             | 6–2, 6–4           |      |
| 1916 | Molla Bjurstedt Eleonora Sears                       | Louise Raymond Edna Wildey                  | 4–6, 6–2, 10–8     |      |
| 1915 | Hazel Hotchkiss Wightman Eleonora Sears              | Mrs. G. L. Chapman · Helen Homans McLean    | 10–8, 6–2          |      |
| 1914 | Mary Browne Louise Riddell Williams                  | Louise Raymond Edna Wildey                  | 10–8, 6–2          |      |
| 1913 | Mary Browne Louise Riddell Williams                  | Dorothy Green Edna Wildey                   | 12–10, 2–6, 6–3    |      |
| 1912 | Mary Browne Dorothy Green                            | Maud Barger-Wallach Mrs. Frederick Schmitz  | 6–2, 5–7, 6–0      |      |
| 1911 | Hazel Hotchkiss Wightman Eleonora Sears              | Dorothy Green Florence Sutton               | 6–4, 4–6, 6–2      |      |
| 1910 | Hazel Hotchkiss Wightman Edith Rotch                 | Adelaide Browning Edna Wildey               | 6–4, 6–4           |      |
| 1909 | Hazel Hotchkiss Wightman Edith Rotch                 | Dorothy Green Lois Moyes                    | 6–1, 6–1           |      |
| 1908 | Margaret Curtis Evelyn Sears                         | Carrie Neely Marian "Miriam" Steever        | 6–3, 5–7, 9–7      |      |
| 1907 | Carrie Neely Marie Wimer                             | Edna Wildey Natalie Wildey                  | 6–1, 2–6, 6–4      |      |
| 1906 | Ethel Bliss Platt Ann Burdette Coe                   | Clover Boldt Helen Homans                   | 6–4, 6–4           |      |
| 1905 | Helen Homans Carrie Neely                            | Marjorie Oberteuffer Virginia Maule         | 6–0, 6–1           |      |
| 1904 | Miriam Hall May Sutton Bundy                         | Elisabeth Moore Carrie Neely                | 3–6, 6–3, 6–3      |      |
| 1903 | Elisabeth Moore Carrie Neely                         | Miriam Hall Marion Jones                    | 8–4, 6–1, 6–1      |      |
| 1902 | Juliette Atkinson Marion Jones                       | Maud Banks Nona Closterman                  | 6–2, 7–5           |      |
| 1901 | Juliette Atkinson Myrtle McAteer                     | Marion Jones Elisabeth Moore                | default            |      |
| 1900 | Hallie Champlin Edith Parker                         | Myrtle McAteer Marie Wimer                  | 9–7, 6–2, 6–2      |      |
| 1899 | Jane Craven Myrtle McAteer                           | Maud Banks Elizabeth Rastall                | 6–1, 6–1, 7–5      |      |
| 1898 | Juliette Atkinson Kathleen Atkinson                  | Marie Wimer Carrie Neely                    | 6–1, 2–6, 4–6, 6–1 |      |
| 1897 | Juliette Atkinson Kathleen Atkinson                  | Mrs. F. Edwards · Elizabeth Rastall         | 6–2, 6–1, 6–1      |      |
| 1896 | Juliette Atkinson Elisabeth Moore                    | Annabella C. Wistar Amy Williams            | 6–4, 7–5           |      |
| 1895 | Juliette Atkinson Helen Hellwig                      | Elisabeth Moore Amy Williams                | 6–2, 6–2, 12–10    |      |
| 1894 | Juliette Atkinson Helen Hellwig                      | Annabella C. Wistar Amy Williams            | 6–4, 8–6, 6–2      |      |
| 1893 | Harriet Butler Aline Terry                           | Augusta Schultz · Miss Stone                | 6–4, 6–3           |      |
| 1892 | Mabel Cahill Adeline McKinlay                        | Helen Day Harris Amy Williams               | 6–1, 6–3           |      |
| 1891 | Mabel Cahill Emma Leavitt-Morgan                     | Ellen Roosevelt Grace Roosevelt             | 2–6, 8–6, 6–4      |      |
| 1890 | Ellen Roosevelt Grace Roosevelt                      | Margarette Ballard Bertha Townsend          | 6–1, 6–2           |      |
| 1889 | Margarette Ballard Bertha Townsend                   | Laura Knight Marian Wright                  | 6–0, 6–2           |      |

Pisos: 
      Duro 
      Saibro 
      Grama 
      Carpete 